# Гукасян, Рафаэль Егишевич
Рафаэль Егишевич Гукасян (24 мая 1929—18 мая 2008) — советский и российский учёный-юрист, доктор юридических наук, профессор, специалист по гражданскому процессуальному праву.

## Биография
Рафаэль Егишевич Гукасян родился 24 мая 1929 года в г. Владикавказ.
В 1917 году родители Гукасяна Р. Е. бежали из Турции, после чего поселились во Владикавказе.
После окончания школы с серебряной медалью Гукасян Р. Е. поступает в Ростовский филиал ВЮЗИ, который оканчивает с отличием. В период учёбы работал в том же филиале ВЮЗИ консультаном-методистом по заочному образованию (декабрь 1951 года — ноябрь 1954 года).
- 1954 год — 1959 год — работа народным судьей в г. Орджоникидзе (Владикавказ).
- 1959 год — 1964 год — учёба в аспирантуре Саратовского юридического института им. Д. И. Курского.
- 1961 год — 1973 год — последовательно ассистент, старший преподаватель, затем доцент кафедры гражданского процесса Саратовского юридического института им. Д. И. Курского.
- 1964 год — защита диссертации на соискание учёной степени кандидата юридических наук в Саратовском юридическом институте им. Д. И. Курского на тему «Процессуальные особенности рассмотрения судами жилищных дел» под руководством доктора юридических наук, профессора Зейдера Николая Борисовича.
- 1971 год — защита диссертации на соискание учёной степени доктора юридических наук во Всесоюзном научно-исследовательский институте советского законодательства на тему «Проблема интереса в советском гражданском процессуальном праве». Оппонентами при защите диссертации выступали такие известные учёные как Пётр Яковлевич Трубников, Дмитрий Михайлович Чечот, Анатолий Александрович Мельников.
- 1973 год — 1986 год — заведующий кафедрой гражданского процесса Калининского (Тверского) государственного университета.
- 1979 год — 1984 год — декан юридического факультета Калининского (Тверского) государственного университета.
- 1986 год — 1989 год — работа во Всесоюзном научно-исследовательский институте советского законодательства.
- 1989 год — 2008 год — профессор кафедры гражданского процесса Московской государственной юридической академии, заеститель председателя диссертационного совета.

Умер 18 мая 2008 года в Москве. Похоронен на Ваганьковском кладбище.

## Основные работы
- «Рассмотрение судами жилищных дел» (Саратов, 1966);
- «Проблема интереса в советском гражданском процессуальном праве» (Саратов, 1970);
- «Судебная защита жилищных прав нанимателей и членов ЖСК». Учебное пособие (Калинин, 1975);
- «Вопросы развития и защиты прав граждан» (Калинин, 1977);
- «Защита от недобросовестной конкуренции на товарных рынках России» (М.,2000).
- Шутливая мозаика : с юридической начинкой: стихи. — Тверь, Золотая буква, 2005. — 23 с.
- Арбитражный процесс : учебник; под ред. Р. Е. Гукасяна ; Моск. гос. юрид. акад. — М.: Проспект : Велби, 2006. — 444 с. — Из содерж.: Гл. 4, 7
  - М. : Проспект : Велби, 2007. — 444 с. — Из содерж.: Гл. 4, 7
  - 2-е изд., перераб. и доп. — М. : Проспект, 2008. — 448 с. — Из содерж.: Гл. 4, 7
- Избранные труды по гражданскому процессу / Моск. гос. юрид. акад., Твер. гос. ун-т. — М.: Проспект, 2008. — 478 с.